# Vorschaubild

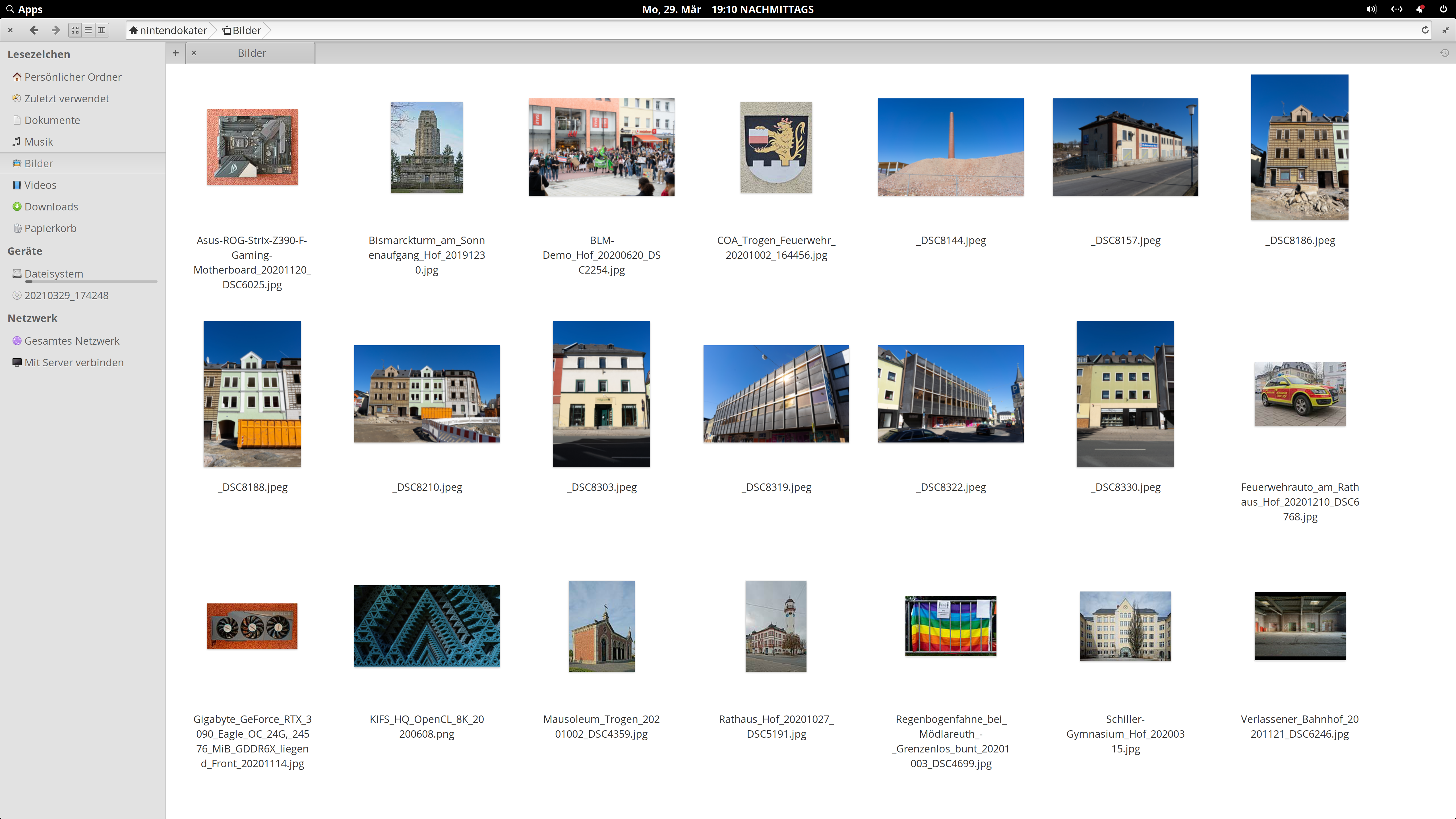
Automatisch generierte Vorschaubilder in einem Dateibrowser

Als Vorschaubild, Vorschau, Bildvorschau, Miniaturbild, Deckblatt (kurz Miniatur aus italienisch „miniatura“) oder Thumbnail (englisch für „Minibild“ oder „Vorschaubild“; eigentlich „Miniaturansicht“ und ursprünglich „Daumennagel“) werden kleine digitale Grafiken oder Bilder bezeichnet, die als Vorschau für eine größere Version dienen.

## Einsatz
Vorschaubilder können eingesetzt werden, um eine Vorschau auf folgende Dateien zu bieten:
- ein identes größeres Bild
- ein Video
- eine einzelne Webseite

Die visuelle Präsentation beeinflusst die menschliche Aufmerksamkeit und kann so in kompetitiven Umgebungen, wie auf Handelsplattformen, sozialen Netzwerken oder Suchergebnisseiten, einen Vorteil liefern.
Auf Online-Videoplattformen sind Vorschaubilder eine der gängigsten Formen der Videovisualisierung, die es den Zuschauern ermöglichen, einen Blick auf den Inhalt zu werfen, bevor sie sich das ganze Video ansehen. Führende Plattformen bieten die Möglichkeit, benutzerdefinierte Vorschaubilder zu erstellen.
Urheberrechtliche Bestimmungen sind bei der Verwendung von Vorschaubildern stets zu beachten.

## Technische Einzelheiten
Der Einsatz von Vorschaubildern kann unterschiedliche Gründe haben. Kleine Bilder (u. U. mit Bildkompression) haben wegen der geringeren Dateigröße eine kürzere Ladezeit als große, was besonders im Internet zum Tragen kommt. Die Ladezeit einer Webseite ist oft direkt von den darin enthaltenen Bildern abhängig, denn Bilder stellen fast immer den größten Teil der Datenmenge einer Seite dar. Wenn also eine Seite auf große Bilder verzichtet, um die Ladezeit zu verbessern, kann durch den Einsatz von Vorschaubildern sichergestellt werden, dass der Besucher trotzdem kein Detail im Erscheinungsbild der Webpräsenz verpasst. Der Besucher kann anhand der Vorschaubilder entscheiden, welches der Bilder er in voller Größe betrachten möchte. Meist genügt ein einfacher Klick auf die Vorschaubilder, das originale Bild wird dann auf einer neuen Seite oder in einer Lightbox gezeigt. Die meisten Vorschaubilder sind zusätzlich komprimiert.
Ein weiterer Grund dafür, Vorschaubilder einzusetzen, ist deren Platzersparnis. Viele Bilder können so auf engstem Raum untergebracht werden. Der Besucher kann sich schnell einen Überblick verschaffen und bei Bedarf einzelne Bilder vergrößern. Somit kann der beschränkte Platz einer Seite effektiv genutzt und die Attraktivität durch Interaktivität weiter gesteigert werden.
Mit steigender Rechenleistung werden Vorschaubilder heutzutage bereits automatisch von Suchmaschinen, Bildbearbeitungs- und Bildverwaltungsprogrammen sowie modernen Benutzeroberflächen wie Windows, KDE und GNOME generiert.